# Kriyòl gwiyannen
Kriyòl gwiyannen (eller franskguyansk kreol) är ett kreolspråk som talas i det franska departementet Franska Guyana i Sydamerika. Språket är baserat på franska och dess närmaste släktspråk är bl.a. haitisk kreol. Talarna av kriyòl gwiyannen och kreolspråket som talas på Små Antillerna.
Antal talare är ungefär 50 000. Språket skrivs med latinska alfabetet.
Kriyòl gwiyannen utvecklades först som kommunikationsmedel mellan de franska kolonialisterna och den lokala befolkningen på 1600-talet. I dagens läge är språket erkänt som ett regionalt språk. Den språkliga diversiteten i Franska Guyana är stor: kriyòl gwiyannen är modersmål till ungefär 4 % av befolkning medan franskans andel är 37 %..

## Fonologi

### Vokaler
|              | Främre | Central | Bakre |
| ------------ | ------ | ------- | ----- |
| Sluten       | i \| y |         | u     |
| Mellansluten | e      |         | o     |
| Mellanöppen  | ɛ      |         | ɔ     |
| Öppen        |        | a       |       |

Källa:

### Konsonanter
|             |          | Labial | Alveolar | Postalveolar | Palatal | Velar  |
| ----------- | -------- | ------ | -------- | ------------ | ------- | ------ |
| Nasal       | Nasal    | m      | n        |              | ɲ       |        |
| Klusil      | Klusil   | p \| b | t \| d   |              |         | k \| g |
| Affrikat    | Affrikat |        |          | ʧ \| ʤ       |         |        |
| Frikativ    | Frikativ | f \| v | s \| z   | ʃ \| ʒ       |         |        |
| Approximant | Norm.    |        | ɹ        |              | j       |        |
| Approximant | Lateral  |        | l        |              |         |        |

Källa:

## Lexikon
Franskguyansk kreols lexikon kommer mestadels från franska men innehåller också lånord från andra språk.